# Kelvin Felix
Kelvin Edward Felix (Roseau, 15 februari 1933 – Castries, 30 mei 2024) was een geestelijke uit Dominica en een kardinaal van de Rooms-Katholieke Kerk.
Felix werd geboren in Dominica waar hij zijn basiseducatie kreeg. Zijn opleiding tot priester kreeg hij vanaf 1950 aan het seminarie in Port of Spain (Trinidad). Hij werd op 8 april 1956 tot priester gewijd. Vervolgens studeerde hij aan universiteiten in Antigonish (Canada), South Bend (Verenigde Staten) en Bradford (Groot-Brittannië), waar hij in 1970 afstudeerde.
Daarna keerde Felix terug naar het Caraïbisch gebied. Hij was docent aan het seminarie van Port of Spain en aan de universiteit aldaar. In 1972 keerde hij terug naar Dominica, waar hij hoofd werd van een school voor voortgezet onderwijs. In 1975 werd hij vice-secretaris-generaal van de conferentie van Caraïbische kerken.
Op 17 juli 1981 werd Felix benoemd tot aartsbisschop van Castries (Saint Lucia). Zijn bisschopswijding vond plaats op 5 oktober 1981. Van 1981 tot 1986 was hij voorzitter van de conferentie van Caraïbische kerken, en van 1991 tot 1997 president van de Antilliaanse bisschoppenconferentie.
Felix ging op 15 februari 2008 met emeritaat. Hij keerde daarna terug naar Dominica waar hij assisteerde in pastorale werkzaamheden.
Felix werd tijdens het consistorie van 22 februari 2014 kardinaal gecreëerd. Hij kreeg de rang van kardinaal-priester. Zijn titelkerk werd de Santa Maria della Salute a Primavalle.
Felix overleed in 2024 op 91-jarige leeftijd.